# Glacier de la Pilatte
Le glacier de la Pilatte est un glacier de France situé en Isère, dans le massif des Écrins, aux sources du Vénéon.

## Géographie
Le glacier nait dans un cirque sur l'ubac de la pointe Richardson, des Bans, de la pointe de la Pilatte, de la pointe des Bœufs Rouges et de la pointe du Sélé. La masse de glace se dirige vers le nord sur environ 2,5 kilomètres de longueur et forme un glacier de vallée dont le front glaciaire situé à une altitude d'environ 2 400 mètres d'altitude donne naissance au Vénéon.
Il est accessible par un sentier de randonnée depuis la Bérarde jusqu'au refuge de la Pilatte. Le glacier sert de voie d'accès hivernale en ski de randonnée aux cols du Gioberney, du Clot, des Bans, de la Condamine ou encore du Sélé qui permet de gagner Ailefroide via le glacier du Sélé.

## Histoire
Au cours du XXe siècle, la fonte de sa langue terminale, vraisemblablement liée au réchauffement climatique, provoque une décompression glaciaire d'une partie des flancs du mont Gioberney à l'ouest du glacier. Ainsi, un bloc d'environ 400 000 m3 est déstabilisé et se met en mouvement, entraînant avec lui une partie du refuge de la Pilatte construit à cheval sur la fissure. L'apparition et l'agrandissement des fissures qui lézardent le bâtiment sont tels que son intégrité structurelle est menacée, entraînant sa fermeture, très certainement définitive, en 2021.

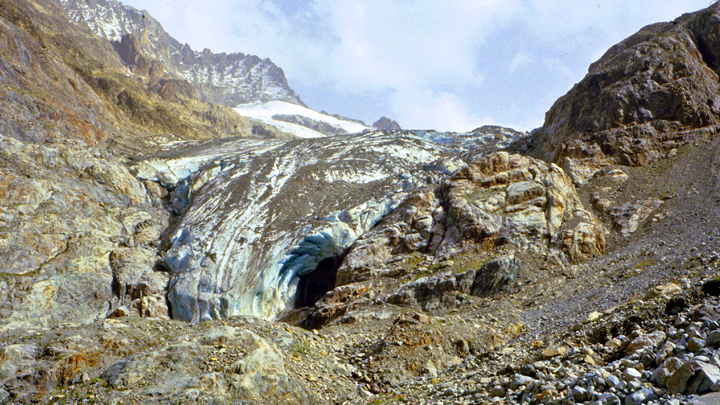
Vue du front glaciaire du glacier de la Pilatte vers 2260 mètres d'altitude à l'été 1987.